# Гендерні стереотипи

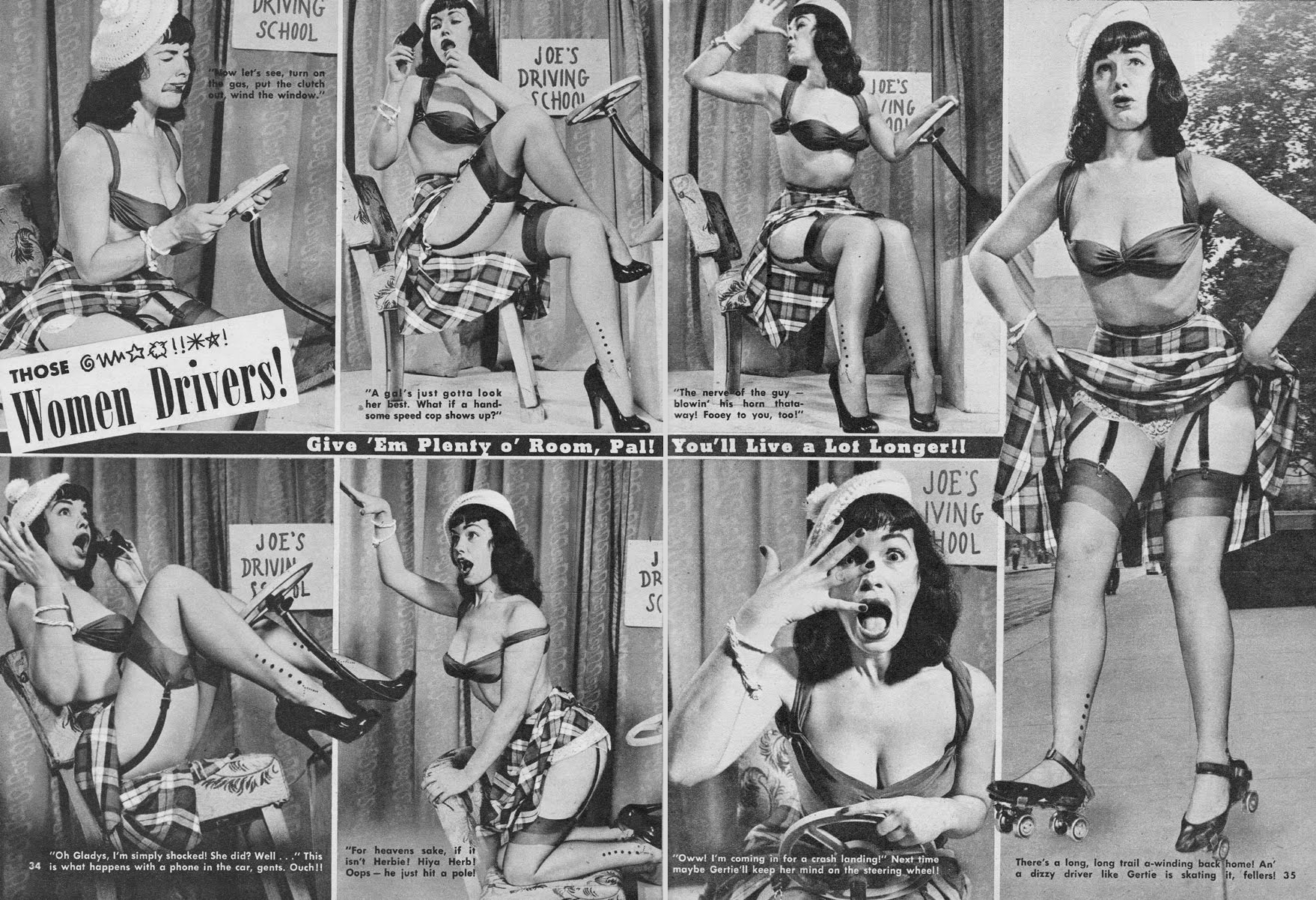
Журнал 1962 року стереотипно описує водійку. Наявні одночасно мізогінний тон історії та сексуальна об'єктивація зображуваної. Модель — Бетті Пейдж.

Гендерні стереотипи (англ. Gender stereotypes) — сформовані культурою та розповсюджені в ній узагальнені переконання про те, якими є і як поводяться люди різних статей (чоловіки та жінки). Тісно пов'язані з гендерними ролями (наборами очікуваних зразків поведінки (норм) для чоловіків та жінок) і лише певною мірою ґрунтовані на біологічних відмінностях статей, гендерні упередження служать для підтримки й відтворення гендерних ролей і сприяють підтримці гендерної нерівності та сексизму.
Більшість дослідників гендеру пояснюють ці стереотипи як один із видів соціальних стереотипів: стандартизованих, стійких, емоційно насичених та ціннісно визначених образів, що базуються на прийнятих у суспільстві уявленнях про маскулінне («питомо чоловіче») та фемінне («питомо жіноче»). Припускають, що гендерні стереотипи формуються віками та закріплюються на підсвідомому культурному рівні.
Зміст і ступінь вираженості гендерних стереотипів відрізняються в культурах та історичних епохах, хоча спостерігаються і деякі кроскультурні подібності. Стійкість гендерних стереотипів також забезпечується, зокрема, когнітивними упередженнями, які дозволяють людям вибірково сприймати та інтерпретувати інформацію з зовнішнього світу.
Дослідниці та дослідники гендерних стереотипів, як правило, виходять з західних знань про гендер, тому в літературі звичайно висвітлюються стереотипи та гендерні ролі чоловіків і жінок, характерні для західних суспільств. Однак це знання не є універсальним: у багатьох культурах світу існує понад дві традиційні гендерні ролі і допускається їх зміна.
Представниці феміністського напряму української гендерології (Віра Агєєва, Л. Леонтьєва, О. Фоменко) говорять про нівелювання ролі жінки в історичному процесі та вимагають перегляду історії, у якій «жіночі заслуги постають лише малозначущим доповненням до чоловічих звершень».

## Історія вивчення
Гендерними стереотипами займаються гендерні дослідження. В західній соціології підвищений інтерес до гендерних стереотипів означився в 1970-ті роки ХХ ст. і зберігається дотепер. Однією з перших значимих робіт про природу і зміст гендерних стереотипів стало дослідження І. Броверман. Протягом подальших десятиліть з'явилися монографії і статті про різні аспекти гендерної стереотипізації.
У вітчизняній науці першою до теми гендерних стереотипів звернулась психологія. В 1980-ті ряд робіт присвячено проблемі стереотипних уявлень про якості чоловіків та жінок. Радянські психологи вивчали досвід зарубіжних колег, але користувались на той час ще терміном «статево-рольові стереотипи». В пострадянській науці гендерні стереотипи стали предметом вивчення ще й соціології, культурології, економіки, етнографії, лінгвістики. Серед найбільш досліджуваних аспектів — аналіз впливу використання гендерних стереотипів масмедіа і рекламою на дискримінацію жінок, роль гендерних стереотипів у політичній, економічній сфері, сфері соціальної політики.
В Україні гендерні розвідки, що безпосередньо торкаються функціонування, закріплення та розвитку гендерних стереотипів у суспільстві й свідомості мовців, проводили і проводять такі вчені, як Оксана Кісь, Віра Агєєва, Леся Ставицька, Марія Маєрчик, Тамара Марценюк, Любов Мацько, Л. Леонтьєва, О. Фоменко, А. Окара, Д. Сепетій, О. М. Сидоренко.
Аналіз гендерних стереотипів має не лише теоретичне, але й прикладне значення, оскільки саме він сприяє осмисленню гендерних проблем і засобів їх вираження.

## Походження та функції

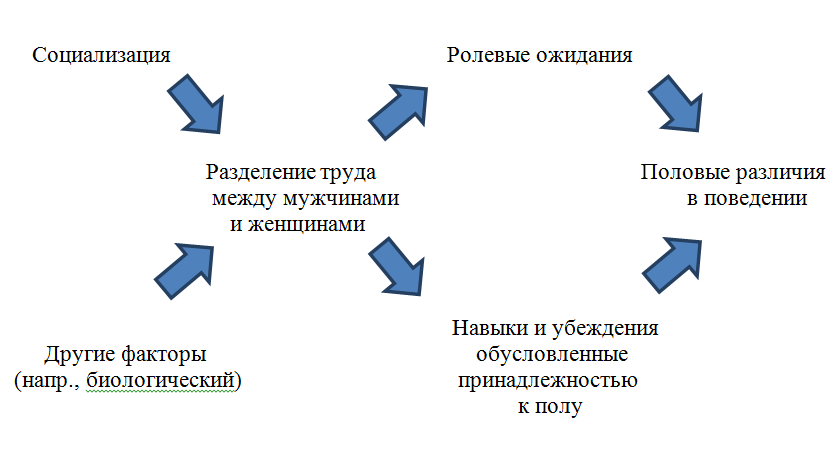
Різну поведінку жінок і чоловіків визначає не «природа», а очікування, навички і переконання, пов'язані з гендерними ролями

Припускають, що поява гендерних стереотипів обумовлена тим, що модель гендерних відносин історично вибудовувалася таким чином, що статеві відмінності (в дискурсі влади) переважали над індивідуальними відмінностями в особистості. Згідно з теорією соціальних ролей, гендерні стереотипи виникають як наслідок існування гендерних ролей — соціальних очікувань, приписів людині певної поведінки залежно від її статі. Тобто, спостерігаючи за тим, як жінки та чоловіки займаються різними справами, що їх приписує їм гендерна роль (наприклад, чоловіки полюють та воюють, а жінки хазяйнують та виховують), люди роблять висновок, що статі докорінно відрізняються між собою. В той же час гендерні стереотипи служать механізмом підтримання гендерних ролей: вірування в унікальні якості і характерні особливості чоловіків та жінок використовуються для обґрунтування необхідності поводитись відповідно до гендерної ролі (обирати «чоловічі» чи «жіночі» заняття, кар'єри, життєві стратегії).
Розрізняють психологічні та соціальні функції гендерних стереотипів. Психологічні функції:
- Когнітивна. Гендерні стереотипи, як і всі соціальні стереотипи, економлять зусилля при сприйнятті складних об'єктів, спрощуючи і систематизуючи знання, одержувані з навколишнього середовища. А також допомагають передбачити подальшу поведінку групи або учасниць(-ків) групи.
- Ціннісно-захисна. Створення і підтримка цінностей (особистих/групових) шляхом поділу на Своїх і Чужих (стереотипізований образ ворога) забезпечує підтримання ідентичності. Так, стереотипні уявлення про жіночу слабкість та інтуїтивність стають тлом для того, щоб чоловіки підкреслювали власні раціональність і силу.
- Загалом типізація розглядається як одна з особливостей творчого методу літератури, художнє узагальнення певних життєвих явищ, «втілення загального, типового концептів „чоловік“, „жінка“ у частковому, індивідуальному, тобто у конкретних художніх образах, формах».[1]

## Гендерні стереотипи і наукове знання
Гендерні відмінності давно цікавили вчених з різних наукових областей. Довгий час основною метою досліджень гендерних відмінностей було знайти наукові підтвердження гендерних стереотипів і тим самим надати переконливі виправдання існуючих гендерних ролей та нерівності чоловіків і жінок. Однак досягти цієї мети не вдалося: більшість досліджень виявляють дуже незначні відмінності між чоловіками та жінками, котрі, до того ж, часто мають соціальну природу. Наприклад, чоловіки, на відміну від жінок, — у повній відповідності до своїх гендерних ролей — повідомляють, що не вважають себе дуже схильними до емпатії. Чоловіки відчувають злість, сум і страх так само часто, як і жінки, але при цьому частіше виражають злість і придушують інші негативні емоції, а жінки, навпаки, придушують злість та виражають сум і страх. Донедавна виміри фізіологічних та мімічних реакцій не доводили відмінностей в безпосередніх емпатичних реакціях чоловіків та жінок. Нові дослідження з використанням МРТ та машинного навчання доводять суттєві відмінності в роботі мозку чоловіків та жінок.
У решті ж існування гендерних стереотипів функціонально забезпечується когнітивними упередженнями (систематичними помилками мислення, що виникають на основі дисфункціональних переконань), такими як:

Стереотип про переважну націленість чоловіків на секс (чим виправдовуються зради), а жінок — на почуття та стосунки (чим аргументується шлюб, дітонародження та емоційна робота)

- Віра в справедливий світ (переконання, що всі події світу є справедливими і що люди, з якими відбуваються небажані події, заслужили їх) є компонентом багатьох гендерних стереотипів у тій мірі, в якій вони приписують якості чи ролі чоловіків і жінок їх біологічній природі[24]. Цей механізм дозволяє виправдовувати гендерну нерівність, сексизм та ненависть, ігноруючи явну несправедливість чи вважаючи її «природною»[20].

- Ілюзія кореляції (сприйняття двох явищ як пов'язаних між собою, навіть коли реальність не підтверджує наявності зв'язку) проявляється у вбачанні зв'язку між статтю та певними якостями. Формуючи очікування від груп жінок та чоловіків, стереотипи можуть загострювати увагу людини на тих фактах, котрі підтверджують ці очікування, і фільтрувати непоміченою інформацію, котра їм суперечить[20]. Формуванню ілюзії кореляції може сприяти тенденція робити висновки на основі обмеженого числа прикладів та краще запам'ятовувати крайні приклади всередині наявної вибірки, ніж гарантовано підтверджені приклади[25]. Така схильність приділяти меншу увагу відносно частим випадкам з реального життя, ніж окремим яскравим випадкам, описується поняттям помилки базової оцінки, котра працює на підтримку гендерних стереотипів, наприклад, коли чоловік, що вважає жінок поганими водійками, на дорозі ігнорує численних водійок, що не порушують правил, а бачачи одну водійку, що порушує, сприймає цей випадок як підтвердження наявного у нього стереотипу[20].

- Каскад доступної інформації (укріплення колективної віри в щось у результаті наростаючого повторення в публічному дискурсі): гендерні стереотипи постійно відтворюються в ЗМІ[11][12]; ЗМІ також часто викривлюють результати наукових досліджень статевих відмінностей, перебільшуючи виявлені відмінності і замовчуючи той факт, що між статями виявляється значно більше подібностей, ніж розбіжностей[26][27]; це сприяє тому, що переконання про гендерні відмінності сприймаються аудиторією ЗМІ як незаперечні та очевидні істини[20].

- Самосправджуване пророцтво (хибне визначення ситуації, що викликає нову поведінку, котра перетворює першопочаткове хибне уявлення в реальність). Гендерні стереотипи часто спрацьовують як самосправджувані пророцтва. Наприклад, гендерні стереотипи батьків змушують їх викривлено сприймати здібності та досягнення своїх дітей і, понад те, змушують самих дітей сприймати себе так само. Це обмежує можливості самореалізації дітей[28]. Гендерні стереотипи роботодавців, зокрема, переконання, що жінки чи чоловіки не підходять для деяких видів роботи, змушують їх, наприклад, доручати жінкам або чоловікам ті завдання, що не дозволяють їм проявити себе з іншого боку та здобути додатковий досвід[20][29][30].

## Зміст гендерних стереотипів та культурне розмаїття
| Стереотипи про дівчаток | Стереотипи про хлопчиків |

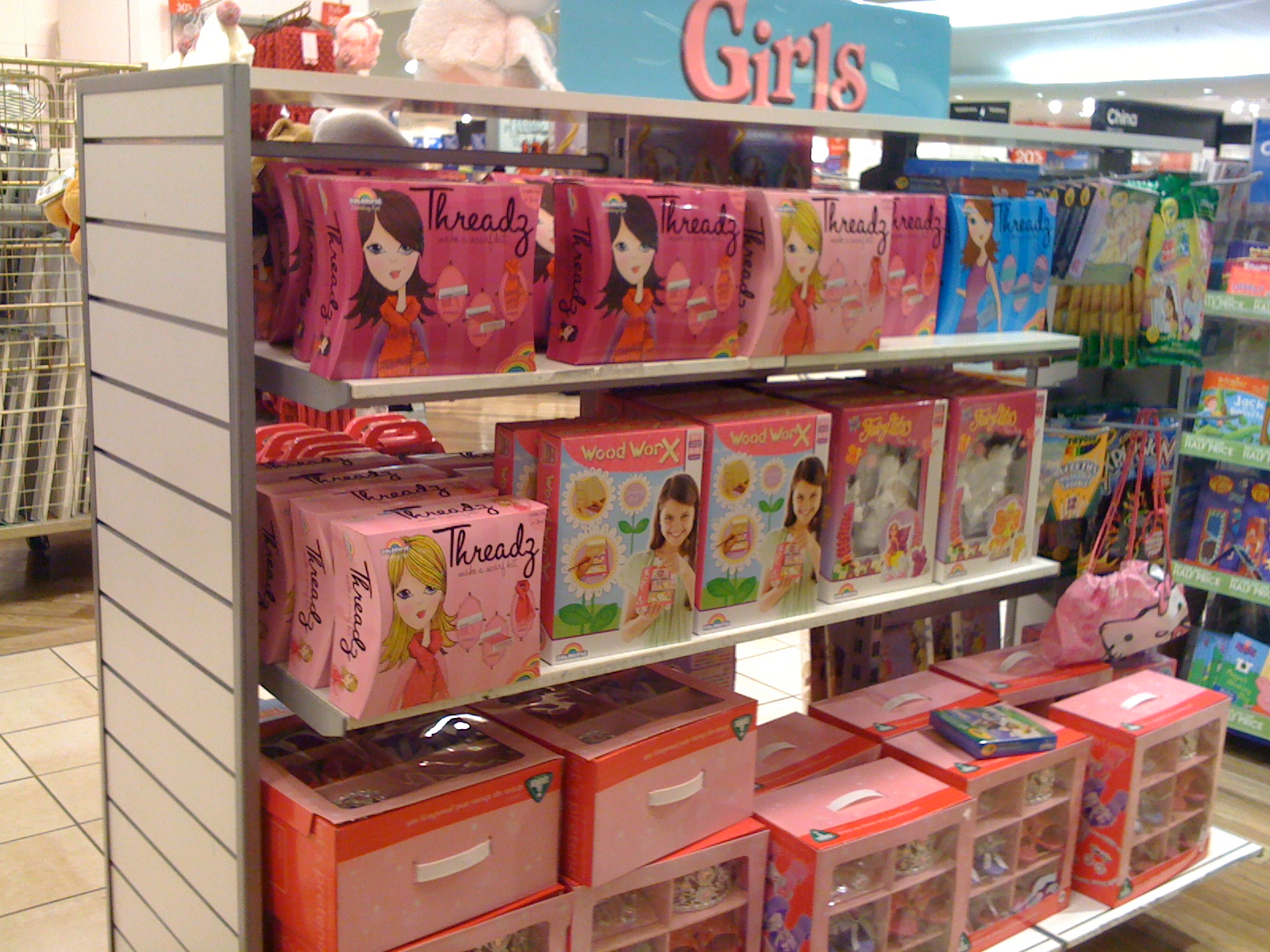
Іграшки для дівчаток на полиці магазину у Великій Британії

Зміст гендерних стереотипів частково збігається в різних культурах. Наприклад, за результатами дослідження студентства 25 країн, в різних культурах чоловікам часто приписують сміливість, незалежність, силу, прагнення влади і домінування, а жінкам — ніжність, залежність, мрійливість, емоційність, покірність і слабкість. З іншого боку, в цьому ж дослідженні встановлено, що такі якості, як лінь, нахабство, хвальковитість і неорганізованість, у різних культурах приписуються різним статям. Крім того, виявлено відмінність за ступенем диференціації: у Німеччині та Малайзії гендери різко диференційовані, в Індії і Шотландії — слабко.
Оскільки гендерні стереотипи залежать від прийнятих у суспільстві гендерних ролей, їх зміст і ступінь різняться між культурами і можуть мінятися з часом в рамках однієї культури. Наприклад, коли наприкінці XIX ст. для друку газет почали використовувати лінотип, робочі-друкарі (чоловіки) добилися того, щоб роботодавці не наймали для обслуговування лінотипу жінок (котрим могли б платити менше, ніж чоловікам, а це створило б чоловікам небажану конкуренцію), наполягаючи на тому, що жінки за своєю природою нездатні вправлятися з таким обладнанням і займатися друкарською справою. Однак пізніше, з розповсюдженням друкарських машин, коли робота стала низькооплачуваною, саме жінки масово вливалися в роботу машиністками, і сумнівів у їх здатності друкувати не виражалося. Коли в 1970-ті на зміну лінотипу прийшов комп'ютерний набір, сфера теж була насичена жінками. При цьому в західних суспільствах розповсюджене уявлення, ніби жінки від природи нездатні обходитися з технікою. Але воно «раптово» втратило популярність під час Другої світової війни, коли жінки масово замінили чоловіків-солдатів на виробництві. З другого боку, ідея про «природну» непридатність жінки до виробничої праці ніколи не поширювалася на жінок робочого класу, котрі завжди суміщали роботу поза домом з хатньою працею.

## Гендерні стереотипи та гендерна нерівність

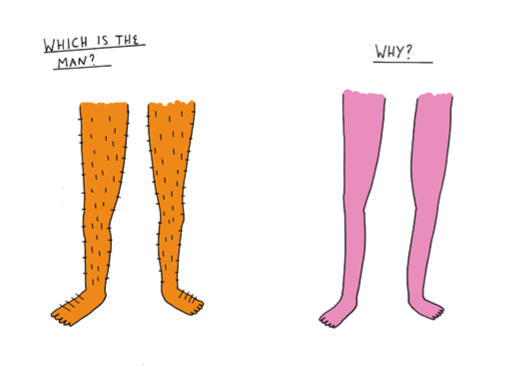
Ілюстрація гендерного стереотипу про «нежіночність» фізіологічного волосся: 1. «Хто з них чоловік?» 2. «Чому?» (вказується, що б'юті-практики не визначають статі, адже поза «тюнінгом» ноги практично однакові)

Як і інші соціальні стереотипи, гендерні стереотипи виконують функцію виправдання соціальної, а саме гендерної нерівності. Наприклад, традиційні для України гендерні стереотипи, що приписують жінкам бути м'якими, неконфліктними та засуджують прояви агресивності і рішучості, необхідні для лідерства, сприяють дискримінації жінок на робочому місці, вкладаючись в ефект скляної стелі. Хоча численні стереотипи приписують жінкам ніби-то позитивні якості, такі як чутливість, інтуїтивність та турботливість, в культурах, де такі стереотипи розповсюджені, ці якості цінуються нижче, ніж раціональність і активність, котрі приписуються чоловікам. Таким чином, гендерні стереотипи виражають і укріплюють андроцентризм — уявлення про чоловіків як про норму, відносно котрої жінки є відхиленням.
Одним із головних вимірів визначення ролі жінок і чоловіків в українському соціумі є опозиція «публічне-приватне». У цьому плані жінці приписують «призначення» і коло інтересів, що мають тяжіти до суто приватної сфери (сім'я, хатня та репродуктивна праця, діти), чоловіку ж належить ресурсна позиція публічної людини, для якої головними є робота, самореалізація та суспільне визнання.
Як показують численні дослідження, відданість гендерним стереотипам і традиційні погляди на гендерні ролі — одні з ключових характерних ознак, що відрізняють чоловіків, котрі чинять домашнє насильство і сексуальне насильство проти жінок — види насильства, в основі яких лежить прагнення до влади і контролю.
Гендерні стереотипи також наносять шкоду чоловікам, котрі в силу обставин опиняються поза позицією влади. Наприклад, чоловіки, що стали жертвами сексуального насильства, через тиск гендерних стереотипів рідко звертаються за допомогою, а також часто не отримують допомоги, оскільки медперсонал та юристи не вірять, що вони могли постраждати. 
Так гендерні стереотипи підтримують сталою існуючу структуру гендерної нерівності.

## Приклади гендерних стереотипів
Розабет Кентер у своїй теорії токенізму виявила 4 стереотипні образи, що нав'язуються жінкам як ролі соціальними групами, в котрих вони складають виразну меншість (через що є помітнішими та значно більше стереотипізуються групою):
1. «мати» — від неї чекають емоційної підтримки, а не ділової активності;
2. «спокусниця» (seductress) — жінка, що виступає лише сексуальним об'єктом, а як працівниця ігнорується; ознака — лише чоловіки з високим посадовим статусом в організації викликають обурення у колег-чоловіків;
3. «іграшка, талісман» (pet, mascot) — мила, але не ділова жінка, що приносить удачу;
4. «залізна леді» (iron maiden) — цим токеном вольовим діловим жінкам, що займають владні позиції (наприклад, в політиці) приписується нежіноча жорсткість, і вони особливо ізольовані від групи[43].

### Кліше про жінок

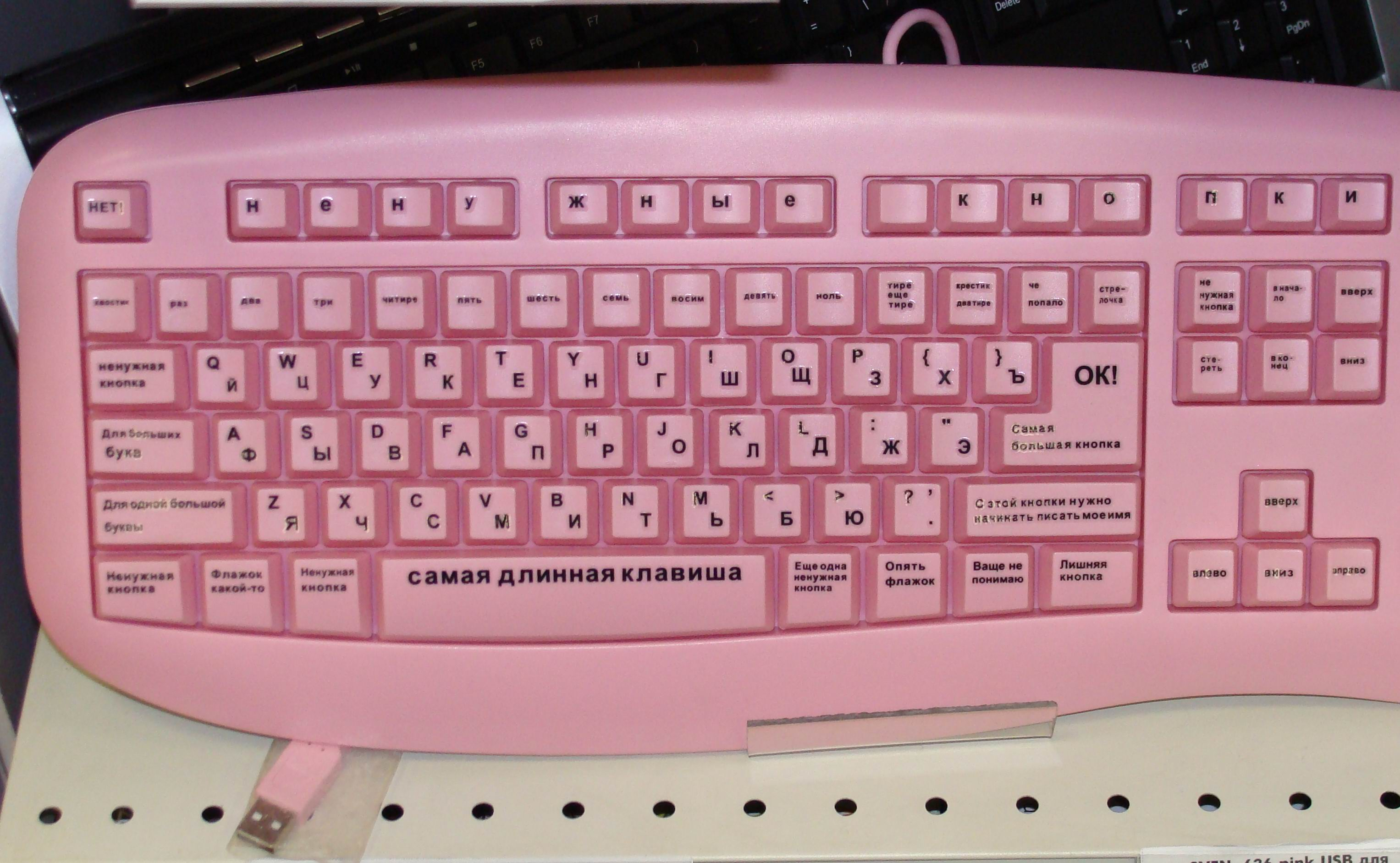
Гламурна клавіатура — знущальний жарт із анекдотів про білявок (гендерний стереотип про нижчий інтелект жінок зі світлим волоссям порівняно з іншими жінками)

Архетипічні стереотипні образи жінок, транслюючись мистецтвом та медіа, перетворюються в культурні кліше, класизовані амплуа, що приписують жінкам досить однобокі риси та поведінку. Приклади поширених в різні часи та в різних культурах стереотипів про жінок:
- «Діва у біді» — образ безпорадної пасивної полонянки антигероя, що бездіяльно чекає на спасителя-чоловіка.
- «Стара діва» — зневажливе кліше щодо жінки, яка не вступає в шлюб чи гетеросексуальні стосунки інших форм з будь-яких причин.
- «Фатальна жінка» — нуар-фантазія про небезпечну для чоловіків безсердечну маніпуляторку, не здатну до емпатії.
- «Синя панчоха» — кліше для висміювання інтелектуалок та освічених жінок, що відрізняються від еталону фемінності, зневажають сім'ю та хатні обов'язки, натомість цікавлячись літературою, музикою тощо, за їхні «не підходящі» для жінок заняття, одяг, вигляд, поведінку чи погляди.
- «Секс-бомба» — образ надмірно сексуалізованої зовнішності, апогей сексуальної об'єктивації і «сексапільності», з натяками на неймовірні сексуальні можливості та небачені втіхи для чоловіків.
- «Німфетка» («лоліта») — образ підлітки з перспективи чоловічого погляду, якій приписуються сексуальні риси та поведінка. Надмірно та «зарано дозріла» дівчинка, що ніби «провокує» дорослих чоловіків на дії сексуального характеру. Кліше є каналом для звинувачення жертв, що зазнали насильства від педофілів, у так званій «віктимності».
- «Залізна леді» — прізвисько Маргарет Тетчер, що загострює увагу на безкомпромісності, жорсткості стилю керівництва, твердості характеру політикинь та лідерок, що досягають успіху та конкурують у «традиційно чоловічих» діяльностях та областях.
- «Інженю» — акторське амплуа незайманої, недосвідченої, наївної, доброї, простодушної, скромної, веселої, «чистої і простої» дівчини.
- «Діва-воїтелька» — архетип незайманки, що компенсує «невдачу» особистого життя широкою соціальною діяльністю; між незайманістю, безшлюбністю, бездітністю і «богатирською силою» зворотна залежність: якщо з'являється перше, друге зникає.
- «Буч і фем» — кліше про «типово маскулінних» та «типово жіночних» представниць лесбійської спільноти, засноване на гетеросексизмі, андроцентризмі та гендерній поляризації.
- «Світська левиця» — образ не надто розумної представниці богеми з нерозбірливими сексуальними зв'язками, імпульсивними витратами, надмірним захопленням б'юті-практиками та нездатністю змиритися зі своїм віком. Часто переплітається з «жертвою моди».
- «Жертва моди» — зневажлива номінація жінок, що перетинають межу соціальної конформності у слідуванні конвенційній «жіночності» та практикам її підтримання.
- «Вампірка-лесбійка» (Lesbian vampire) — стійке кінокліше, що персоніфікує гомоеротичну сторону жіночої сексуальності, в якому героїня завжди залишається в програші, покараною та полишеною.
- «Блондинка Гічкока» (Hitchcockian blonde) — кіно-візитівка витонченої «холодної» блондинки (на ролі бралися виключно білявки чи жінки з вибіленим волоссям) з придушеною сексуальністю, що обіцяє «прихований жар» та фатальну деструкцію.
- «Girls with guns» — кінокліше агресивної/мстивої героїні, що розправляється з ворогами з допомогою зброї (в основному вогнепальної).
- «Дівчата Гібсона» (Gibson Girl) — персоніфікація ідеальної красуні на рубежі 19 і 20 століть з неправдоподібно ідеальними формами та пишною зачіскою.
- «Остання (заключна) дівчина» (Final Girl) — традиційна протагоністка фільмів жанру трилер та жахи, що залишається останньою серед живих та єдине завдання якої — врятуватися від антагоніста — кіноманіяка (на жорстокому переслідуванні дівчини і будується сюжет).
- «Мерзенна леді» (Loathly lady) — архетип середньовічних літератур про зовнішньо потворну жінку, котра перетворюється на красуню, як тільки вродливий високостатусний чоловік погодиться її поцілувати / одружитися з нею у її потворній іпостасі (прокляття, руйноване любов'ю).
- «Тургеневська дівчина» — збірний стереотип некрасивої, інтровертованої, зате «чистої», високодуховної і надзвичайно вірної, терплячої та відданої жінки, що закохується в головного героя за його «справжні», «людські» якості, зневажаючи все «показне», і слідує за ним попри будь-які перепони.
- «Кисейная барышня» — шарж на легковажну модницю з недостатньою освітою, що не має серйозних переконань, достойних занять та глибоких переживань. Образ манірної дівчини з міщанським світоглядом.
- «Некрасівська жінка» — образ-фантазія М. Некрасова про одночасно ідеальну красиву у будь-яких ситуаціях і строях, виключно здорову слов'янку, «горду і незалежну» достатньо, щоб без чоловіка виконувати всю найтяжчу роботу; але при цьому вона в житті стрічається вкрай рідко.

## Гендерні стереотипи в українському суспільстві
За даними досліджень, авангардом еволюції міжстатевих відносин від суспільних догматичних поглядів на «призначення» статей, через злам традиційних і зародження нових гендерних оптик, і до вибору толерантніших векторів розвитку особистісних відносин, в Україні є молодь. У 2004 році вже спостерігався процес переорієнтації гендерних характеристик, наприклад, коли до лідерства в сім'ї та суспільстві долучається жінка, часто визнаються вразливості чоловіка. При цьому, масштабне дослідження Міністерства соціальної політики "Сучасне розуміння маскулінності: ставлення чоловіків до гендерних стереотипів та насильства щодо жінок" (2018), де опитано 1520 українських чоловіків (всі регіони, крім АР Крим) від 18 до 59 років, виявило серед українських чоловіків толерантне ставлення до гендерних стереотипів.

### Види стереотипів
Дослідження гендерних стереотипів в українських друкованих ЗМІ (2004) дозволило типізувати часто вживані їх види. Стереотипи, з огляду на їх суть і період функціонування в мові, ділять на:
- Традиційні гендерні стереотипи («Берегиня», «Годувальник», «Адам», «Єва», «Сильна стать», «Слабка стать», «Протилежна стать») мають давню історію вживання і транслюють вікові уявлення народу про характер і призначення чоловіків та жінок у соціумі. Вони формувалися протягом століть, закріплювалися у свідомості не одного покоління і продовжують впливати на світосприйняття сучасниць та сучасників.
- Нові стереотипи («Барбі», «Супермен», «Секс-символ», «Модель») з'явилися в мові відносно недавно, під впливом мінливих умов суспільного розвитку, спираються на поточні реалії та нову предметність. Зберігаючи частку значень традиційних стереотипів, вони формують нові, більш сучасні уявлення про «жіноче» та «чоловіче».
- Актуалізовані стереотипи (пари «Партнер-Партнерка», «Самка-Самець», «Принц-Принцеса») більш характерні для молодіжного соціуму, актуалізуються як реакція на прагнення сучасних чоловіків та жінок до чогось прекрасного, пошук ідеальних стосунків.

Серед поширених в Україні гендерних стереотипів тримають першість уявлення про жінку-«берегиню» та чоловіка-«годувальника».
- «Берегиня»

Образ «Берегині», що в українській традиції характеризує призначення жінки у переважно приватній сфері, сприймається через призму стереотипних кліше. Тобто головним смисловим навантаженням цього образу є абсолютизація жіночих репродуктивних і побутових функцій, а не ствердження її «матріархальної» суспільної домінанти.
Українські дослідниці жіночої історії, серед яких Оксана Кісь та Леся Ставицька, деконструюють нав'язування образу Берегині українському суспільству. Він, як зазначає Кісь, «з одного боку, репродукує консервативні гендерні стереотипи з характерним прикріпленням жінки виключно до приватної сфери (сім'ї, дому), з іншого — під гаслом „відродження традиції“ насаджує штучну модель жіночої ідентифікації, що насправді має небагато спільного з українською минувшиною».
Образ актуалізувався в перші роки незалежності, коли з розряду архаїзмів, що означав лихих жіночих духів води на берегах річок, коли його почали активно вживати в публіцистиці у значенні «святої і божественної жінки». Поступово «жінці-берегині» стали приписувати домостроївський «інстинкт збереження потомства, захисту родини», що будується на трьох стереотипних «китах»: кухня, діти, церква, які штучно применшують коло інтересів жінки.
Синонімом образу Берегині у ЗМІ, як правило, виступає метафоричне кліше — «хранителька домашнього вогнища», яке трансформується в тотожну «берегиню домашнього вогнища» та «берегиню сімейного затишку». Абстрактна алегорія «домашнє вогнище» пов'язується і з уявленням про призначення жінок — вступити в шлюб та бути гарною господинею, тобто підтримувати і оберігати родинну життєдіяльність.
- «Годувальник»

Чоловік поряд з «берегинею», зазвичай, зображується «годувальником», який «захищає свій світ у відкритому бою, на полі битви» (Дзеркало тижня, 2001). Він перебирає на себе максимум абстрактних лицарських функцій, що «пов'язані з великим ступенем ризику — він годувальник, мисливець, захисник, воїн».
Образ «годувальника» ототожнюється з поняттям «одружений чоловік» (вживається навіть у контекстах, де не висвітлюється функція чоловіка як здобувача). Наприклад, на позначення чоловіка, що зраджує своїй дружині. Або, загалом, характеризуючи людину, яка поповнює сімейний бюджет (дослівно годує сім'ю).
Час від часу образ «годувальника» трапляється в пресі для означення жінок. При цьому поняття зазнає семантичної перебудови (бо традиційно закріплену за чоловіком функцію перебирає на себе жінка), хоча маскулінність зберігається: «Традиційні рівняння „чоловік = глава і годувальник сім'ї“ і „дружина = господиня + мати + трудівниця“ за нових життєвих умов змінилися. Варіанти такі: головним годувальником стала дружина, а чоловік відповідає за господарство й дітей» (ДТ, 2001).

### Чоловіки, стереотипи та насильство
За результатами масштабного дослідження гендерних стереотипів серед українських чоловіків «Сучасне розуміння маскулінності: ставлення чоловіків до гендерних стереотипів та насильства щодо жінок [Архівовано 13 травня 2021 у Wayback Machine.]», проведеного Міністерством соціальної політики у 2018 році, де опитано 1520 українських чоловіків (всі регіони, крім АР Крим) від 18 до 59 років, серед українських чоловіків поширені гендерні стереотипи. Так, деякі повнолітні українці вважають хатню роботу жіночою справою, як і турботу про контрацепцію; чекають від жінки покори, лагідності та емоційного обслуговування; звинувачують постраждалу від зґвалтування у ньому, вважають прийнятним застосувати насильство до жінки у випадку її подружньої зради.

### Стереотипи та розподіл неоплачуваної роботи
Українські чоловіки у всіх регіонах країни (крім АР Крим, де дослідження не проводилось), вважаючи хатню неоплачувану роботу (таку як прибирання та підтримка належного стану оселі, догляд за одягом (прання, прасування, ремонт), закупки продуктів та санітарних засобів, кулінарний процес, сплата комунальних послуг) "жіночою". При цьому українці вдвічі менше часу за українок приділяють хатній роботі: від 12 (великі міста) до 15 (сільська місцевість) годин на тиждень, тоді як жінки обслуговують побут в середньому від 27 (великі міста) до 30 (сільська місцевість) годин на тиждень.